# Ingrid Sonntag
Ingrid Sonntag (* 1953 in Gera) ist eine deutsche Lektorin und Verlagshistorikerin, Herausgeberin und Organisatorin literarischer Veranstaltungen.

## Leben
Ingrid Sonntag wurde 1953 in Gera geboren und absolvierte hier eine Berufsausbildung mit Abitur zum Dreher. Sie studierte 1972–1976 Germanistik an der Karl-Marx-Universität Leipzig. Nach dem Studium arbeitete sie 1976–1978 zunächst als Lektorats-Sekretär im Mitteldeutschen Verlag Halle/S., dann 1978–1984 als Lektorin für Gegenwartsliteratur. 1984–1987 freie Lektorin. 1987–1992 Lektorin für deutschsprachige Literatur im Gustav Kiepenheuer Verlag Leipzig und Weimar.  Seit 1992 Akademiesekretär und 1999–2002 Geschäftsführerin der Freien Akademie der Künste zu Leipzig. 1993–2002 Mitglied der Arbeitsgruppe Leipziger literarischer Herbst, 1997 als verantwortliche Programmleiterin mit Peter Geist. 2003–2004 Arbeit als freie Lektorin und Redakteurin. 2004–2007 Mitarbeiterin bei interDaF am Herder-Institut (Leipzig) und 2007–2008 freie Lektorin und Redakteurin, u. a. für die Sächsische Akademie der Künste, und Lehrbeauftragte der Buchwissenschaft an der Universität Leipzig. 2009–2014 Wissenschaftliche Mitarbeiterin mit Lehrauftrag bei der Buchwissenschaft der Universität Leipzig, dort Projektleitung „Leipziger Verlagsarchive: Reclam als Erinnerungsspeicher und Labor“ im Sonderprogramm „Geistes- und sozialwissenschaftliche Forschung“ des Freistaates Sachsen. Seit 2014 ist sie als freie Lektorin und Redakteurin, u. a. für das Fernstudium der Autorenschule Textmanufaktur, tätig; seit 2018 auch als Lehrerin im Studienkreis Leipzig. 1983–1995 war sie mit dem Autor Heinz Czechowski verheiratet, 1982 wurde beider Sohn Jonas geboren.

## Mitwirkung in Gremien und Jurys
- 1993–2004 Stipendienbeirat Literatur der Kulturstiftung des Freistaates Sachsen
- 1997–2009 Jurymitglied[5] Deutsche Schillerstiftung von 1859[6]
- 2017–2019 Vorstand der Wolfgang-Hilbig-Gesellschaft

## Herausgaben
- Denk ich an Deutschland. Reflexionen über die Zukunft. (Hrsg. unter dem Namen Ingrid Czechowski). Reclam Leipzig (RB 1527) 1995. ISBN 3-379-01527-X.
- Das Vergängliche überlisten. Selbstbefragung deutscher Autoren. (Hrsg. unter dem Namen Ingrid Czechowski). Reclam Leipzig (RB 1536) 1996. ISBN 3-379-01563-6.
- Drei Meilen vor dem Anfang. Reden über die Zukunft. (Hrsg. unter dem Namen Ingrid Czechowski). Reclam Leipzig (RB 1633) 1998. ISBN 3-379-01633-0.
- Heimliche Leser in der DDR. Kontrolle und Verbreitung unerlaubter Literatur. Ch. Links Verlag Berlin 2008. ISBN 3-86153-494-0 (mit Siegfried Lokatis), chinesische Ausgabe, übersetzt von Wu Xuelian, erschien 2013 im Social Sciences Academic Press.
- 100 Jahre Kiepenheuer-Verlage. Ch. Links Verlag Berlin 2011. ISBN 3-86153-635-8 (mit Siegfried Lokatis).
- An den Grenzen des Möglichen. Reclam Leipzig 1945–1991.  Ch. Links Verlag Berlin 2016, ISBN 3-86153-931-4.
- Mein '68. Aufbruch nach Europa. Sächsische Akademie der Künste. Dresden 2019, ISBN 3-95498-493-8 (mit Holk Freytag).
- „Einem Stern folgen, nur dieses...“ Egon Ammann und sein Verlag. Hrsg. Ingrid Sonntag und Marie-Luise Flammersfeld. Wallstein-Verlag Göttingen 2022. ISBN 3-8353-5179-6.

## Aufsätze
- Freundschaft als Refugium. In: Briefe zwischen Ernst & Karola Bloch und Jürgen & Johanna Teller. In: Karola Bloch. Architektin, Sozialistin, Freundin. Hrsg. Irene Scherer und Welf Schröter. Talheimer Verlag, Mössingen-Talheim 2010. ISBN 978-3-89376-073-2.
- Wurde Hilbigs „Stimme. Stimme“ auf der Leipziger Buchmesse ausgestellt? In: Flachware. Fußnoten der Leipziger Buchwissenschaft. Hrsg. Carmen Laux und Patricia F. Zeckert. Plöttner Verlag, Leipzig 2011. ISBN 978-3-86211-056-8.
- Die Freie Akademie der Künste zu Leipzig 1992–2003. Nur aus einer Prägung des sächsischen Kulturraumes hervorgegangen? In: Deutschland Archiv 2/2011.[7]
- Abschied von der DDR. Kommentar zu einer Festrede von Hans Mayer auf Anna Seghers am 26. Januar 1962. In: Deutschland Archiv 3/2012.[8]
- „Es messet“ wieder. Eine Geschichte des Leipziger Reclam-Verlages im Spiegel seiner Messestände von 1945 bis 1990. Mit Carmen Laux. In: Leipzigs Wirtschaft in Vergangenheit und Gegenwart. Akteure, Handlungsspielräume, Wirkungen (1400–2011). Hrsg. Susanne Schötz. Leipziger Universitätsverlag, 2012.
- Eine einzigartige Bibliothek der Weltliteratur. Reclams Universal-Bibliothek im Leipziger Reclam-Verlag 1945–1990. In: H-Soz-Kult 4. Januar 2013.
- Ein Statthalter von Gedankenfreiheit und politischer Redlichkeit. Zum Gedenken an Roland Links. Privatdruck, Berlin 2020.
- Verlag Philipp Reclam jun., Leipzig. In: Geschichte des deutschen Buchhandels im 19. und 20. Jahrhundert. Bd. 5 DDR, Teil 1: SBZ, Institutionen, Verlage 1, Teilband 2. Im Auftrag des Börsenverein des Deutschen Buchhandels herausgegeben von der Historischen Kommission Christoph Links, Siegfried Lokatis und Klaus G. Saur in Zusammenarbeit mit Carsten Wurm. Verlag De Gruyter, Berlin 2022.
- „Maulwurf sous la terre“ für Künstler der Wiener Moderne und ihre Schüler. In: Literaturbeziehungen im Kalten Krieg – Österreich und die DDR. Hrsg. Jacques Lajarrige und Alfred Prédhumeau. Frank & Timme Verlag, Berlin 2025. ISBN 978-3-7329-1131-8.

## Lektorate und Redaktionen
Für Verlage u. a.
- Heinz Knobloch: Mehr war nicht drin. Feuilletons und Fotos von Assuan bis Werneuchen. Mitteldeutscher Verlag Halle-Leipzig 1979.
- Johannes Albrecht. Die todbringende Madonna. Kriminalroman. Mitteldeutscher Verlag Halle-Leipzig 1979.
- Harry Kampling: Der Mann aus der Siedlung. Roman. Mitteldeutscher Verlag Halle-Leipzig 1981.
- Werner Bräunig: Ein Kranich am Himmel. Unbekanntes und Bekanntes. Mitteldeutscher Verlag Halle-Leipzig 1981.
- Aus der Schublade. Bd. 1. Hrsg. Helga Duty, Roswitha Jendryschik und Karin Röntsch.  Mitteldeutscher Verlag Halle-Leipzig 1982.
- Harry Kampling: Tage wie ein ganzes Leben. Roman. Mitteldeutscher Verlag Halle-Leipzig 1988.
- Heinrich Böll: Ansichten eines Clowns. Insel-Verlag Leipzig 1990. ISBN 3-7351-0161-5.
- Petra Lataster-Czisch: Eigentlich rede ich nicht gern über mich. Lebenserinnerungen von Frauen aus dem Spanischen Bürgerkrieg. Gustav Kiepenheuer Verlag Leipzig und Weimar 1990. ISBN 3-378-00282-4.
- Die sanfte Revolution. Hrsg. Stefan Heym und Werner Heiduczek. Gustav Kiepenheuer Verlag Leipzig und Weimar 1990. ISBN 3-378-00421-5.[9]
- Werner Heiduczek: Im gewöhnlichen Stalinismus. Meine unerlaubten Texte. Gustav Kiepenheuer Verlag Leipzig und Weimar 1991. ISBN 3-378-00453-3.
- Gerhard Artmann: Zwischenland. Erzählung. Gustav Kiepenheuer Verlag Leipzig und Weimar 1991. ISBN 3-378-00452-5.
- Walter Vogt: Spiegelungen. Geschichten. Insel-Bücherei 1096, Insel-Verlag Frankfurt/M. und Leipzig 1991. ISBN 3-458-19096-1.

Für die Freie Akademie der Künste zu Leipzig u. a.
- Achim Freyer. Individuen. Bilder. Plastiken. Hrsg. Freie Akademie der Künste zu Leipzig. Artco Verlag Leipzig 1998 (mit Sven Neumann).
- CRAZZOLA 1,2,3,4. Preisreden u. Fundstücke. Schriftenreihe zum Italo-Svevo-Preis 2001ff.

Für die Sächsische Akademie der Künste, u. a.
- Labor der Moderne. Nachkriegsarchitektur in Europa - Laboratory of Modernism. Post-war architecture in Europe. Hrsg. Sächsische Akademie der Künste. Dresden 2014. ISBN 978-3-934367-23-4.
- Autonomie und Lenkung. Hrsg. Prof. Dr. Detlef Altenburg, Sächsische Akademie der Wissenschaften zu Leipzig, und Prof. Dr. Peter Gülke, Sächsische Akademie der Künste, Stuttgart und Leipzig 2014, ISBN 978-3-7776-2550-8.
- Mitgliederverzeichnis der Sächsischen Akademie der Künste. Dresden 2020. ISBN 978-3-934367-30-2.
- Semperpreis 2019. Christoph Ingenhoven. Hrsg. Sächsische Akademie der Künste. Dresden 2023. ISBN 978-3-934367-31-9.
- Semperpreis 2022. Florian Nagler. Hrsg. Sächsische Akademie der Künste. Dresden 2023. ISBN 978-3-934367-32-6.
- Sächsische Akademie der Künste. Bilanz 2017‒2023. Herausgegeben von Wolfgang Holler und Klaus Michael für die Sächsische Akademie der Künste. Dresden 2024. ISBN 978-3-934367-33-3.

## Organisation literarischer Veranstaltungen
Für die Freie Akademie der Künste zu Leipzig übernahm Ingrid Sonntag 1994–1997 die Konzeption und Organisation der Reihe „Kulturort Mitte Europa“, die im Reclam-Verlag Leipzig dokumentiert wurde (3 Bd.).
Für die Sächsische Akademie der Künste konzipierte sie 2012–2015 die Reihe „Bücher, Mythen und Verlage“ zu den Schriften des Leipziger Reclam Verlags, die in Kooperation mit dem Haus des Buches (Leipzig) und der Buchwissenschaft der Universität Leipzig durchgeführt wurde. Ferner die Konferenz „Musik im geteilten Deutschland“ 2012, in Kooperation mit der Sächsischen Akademie der Wissenschaften zu Leipzig und 2023 und 2024 das Programm der Sächsischen Akademie der Künste zur Leipziger Buchmesse, in Kooperation mit der Deutschen Akademie für Sprache und Dichtung Darmstadt, der Buchmesse Leipzig und dem Polnischen Institut Berlin, Filiale Leipzig.